# Malerkotla (stato)
Lo Stato di Malerkotla (o stato di Maler Kotla) fu uno stato principesco del subcontinente indiano, avente per capitale la città di Malerkotla.

## Storia
Lo stato precedente venne fondato nel 1454 dallo sceicco Sadruddin-i-Jahan, un uomo pio della tribu di Sherwani dell'area dell'Afghanistan, e venne governato dai suoi discendenti.
La tradizione locale riporta che Behlol Lodhi (1451–1517), il re afghano che ebbe gran parte dell'India occidentale sotto il proprio controllo, desiderava annettere ai propri domini anche Delhi ma lungo il percorso venne colto da una tempesta di sabbia. Nell'oscurità il re intravide la debole luce di una lampada che continuava ad ardere malgrado il vento. Questa era la tenda dello sceicco Sadruddin e quando il re la raggiunse chiese al sant'uomo di pregare perché lui potesse giungere alla vittoria finale. Durante il 1451 ed il 1452, il re maritò sua figlia Taj Murassa allo sceicco Sadruddin dopo aver raggiunto vittoriosamente Delhi, e concesse l'area di Malerkotla come feudo (jagir). I discendenti dello sceicco Sadruddin si divisero in due gruppi. Uno iniziò a governare lo stato col titolo di Nawab. L'altro ramo della casata si portò a vivere attorno al santuario di Shaikh Sadruddin, controllandone le rendite.
Lo stato di Malerkotla venne ufficialmente fondato invece nel 1657 da Bayazid Khan. Dopo aver salvato la vita all'imperatore mughal Aurangzeb attaccato da una tigre, Bayazid Khan ottenne il privilegio di costruire un forte, che chiamò Malerkotla da cui anche il nome dello stato. Il 3 maggio 1809 Maler Kotla divenne un protettorato britannico e venne incluso negli stati Cis-Sutlej sino al 1862. Malerkotla venne indicato al 12º posto tra gli stati del Punjab al durbar del 1890. Durante le rivolte del 1947 per l'indipendenza dell'India, mentre il Punjab era in fiamme, lo stato di Malerkotla non ebbe un solo episodio di violenza, rimanendo un'isola felice di pace.
L'area era nota come un'oasi di autentica pace sin dal 1705, quando Sahibzada Fateh Singh e Sahibzada Zorawar Singh, i figli del 10° guru sikh Guru Gobind Singh, vennero murati vivi dal governatore di Sirhind, Wazir Khan. Un loro stretto parente, Sher Mohammed Khan, Nawab di Malerkotla, era presente a corte e protesto veementemente contro questo trattamento inumano, contrario persino alle leggi dell'islam. Wazir Khan ad ogni modo fece torturare e poi murare i due che altro non erano che bambini. All'udire di queste parole il Nawab di Malerkotla uscì dalla corte per protesta. Guru Gobind Singh che pure seppe di come questi si era comportato per i figli di un altro, lo benedisse e lo ringraziò per l'impegno dimostrato. Il luogo si distinse dunque come posto del perdono.
Dopo l'indipendenza e la firma dell'ingresso nell'Unione Indiana nel 1948, Malerkotla entrò a far parte del Patiala and East Punjab States Union (PEPSU) sino alla sua unione col Punjab nel 1956.

## Regnanti di Malerkotla
I regnanti avevano il titolo di 'Nawab'.
- 1672 - 1712 Sher Muhammad Khan Bahadur        (n. 1640 - m. 1712)
- 1712 - 1717 Ghulam Husain Khan                 (m. 1734)
- 1717 - 1762 Jamal Khan                         (m. 1762)
- 1762 - 1763/64 Bhikan Khan                        (m. 1763/64)
- 1764 - 1766 Khan Sahib Khan Bahadur Khan       (m. 1766)  (reggente dal 1762 al 1764)
- 1766 -  1 novembre 1780 Khan Sahib Umar Khan               (m. 1780)
- 1 novembre 1780 - aprile 1784 Khan Sahib Asadullah Khan          (m. 1784)
- aprile 1784 - 14 agosto 1809 Khan Ataullah Khan                 (m. 1809)
- 14 agosto 1809 -  4 settembre 1821 Muhammad Wazir `Ali Khan           (n. 17.. - m. 1821)
- 4 settembre 1821 -  8 aprile 1846 Amir `Ali Khan Bahadur             (m. 1846)
- 8 aprile 1846 – 25 novembre 1857 Mahbub `Ali Khan Bahadur           (m. 1857)  "Sube Khan"
- 25 novembre 1857 – 16 luglio 1871 Eskandar `Ali Khan Bahadur         (m. 1871)
- 16 luglio 1871 – 23 agosto 1908 Mohammad Ebrahim `Ali Khan         (n. 1857 - m. 1908) 
  - 16 luglio 1871 - 1875         .... - reggente
- 23 agosto 1908 – 15 agosto 1947 Ahmad Ali Khan Sherwani           (n. 1881 - m. 1947) (dal 3 giugno 1915, Sir Ahmad `Ali Khan Sherwani) (reggente dal 1º febbraio 1905 al 23 agosto 1908)
- agosto - ottobre 1945 Iftikhar Ali Khan